# Jack Banta (béisbol)

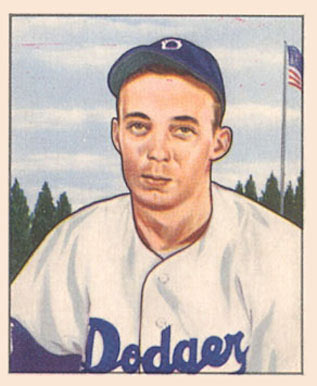
Carta de Jack Banta en 1950.

Jackie Kay Banta (nacido el 24 de junio de 1925 en Hutchinson, Kansas - fallecido el 17 de septiembre de 2006 en Hutchinson, Kansas, a la edad de 81) fue un lanzador diestro estadounidense en las Grandes Ligas de Béisbol que jugó para los Brooklyn Dodgers de 1947 a 1950.
Banta ganó el juego que le permitió a los Dodgers ganar la Liga Nacional de 1949 y jugó tres veces en la Serie Mundial de 1949 contra los New York Yankees.